# Sainte-Marguerite (Québec)
Pour les articles homonymes, voir Sainte-Marguerite.
Sainte-Marguerite est une municipalité de paroisse du Québec située dans la MRC de La Nouvelle-Beauce dans la Chaudière-Appalaches. Elle est à 12 km au nord de Sainte-Marie-de-Beauce. Elle est traversée par les routes 216 et 275. 

## Toponymie
La dénomination municipale honore la mémoire de Marguerite Marcoux, veuve de Lazare Buteau, ancien major de milice de Saint-Gervais en 1830, celle-ci ayant fait don du terrain au profit de la fabrique.

## Histoire

### Chronologie
- 1er juillet 1845 : Érection de la paroisse de Ste. Marguerite de Joliette.
- 1er septembre 1847 : Fusion de plusieurs entités municipales dont Ste. Marguerite de Joliette pour l'érection du comté de Dorchester.
- 1er juillet 1855 : Division du comté de Dorchester en plusieurs entités municipales dont la paroisse de Sainte-Marguerite.

## Géographie
À partir de sa source Le Bras coule du sud-est au nord et la rivière Chassé, au sud-ouest de la municipalité, coule vers l'ouest. 
La rivière Desbarats traverse le sud-est de la municipalité vers le nord-est.

## Démographie
| 1996 | 2001  | 2006  | 2011  | 2016  | 2021  |
| ---- | ----- | ----- | ----- | ----- | ----- |
| 985  | 1 034 | 1 060 | 1 073 | 1 078 | 1 175 |

## Administration
Les élections municipales se font en bloc pour le maire et les six conseillers.
| Sainte-Marguerite Maires depuis 2001                                                                                 |                     |         |          |
| Élection | Maire               | Qualité | Résultat |
| 2001 | Pierre-Paul Lacasse |         | Voir     |
| 2005 | Adrienne Gagné      |         | Voir     |
| 2009 | Adrienne Gagné      | Voir    |          |
| 2013 | Adrienne Gagné      | Voir    |          |
| 2017 | Claude Perreault    |         | Voir     |
| 2021 | Claude Perreault    | Voir    |          |
| Élection partielle en italique Depuis 2005, les élections sont simultanées dans toutes les municipalités québécoises |                     |         |          |

## Galerie

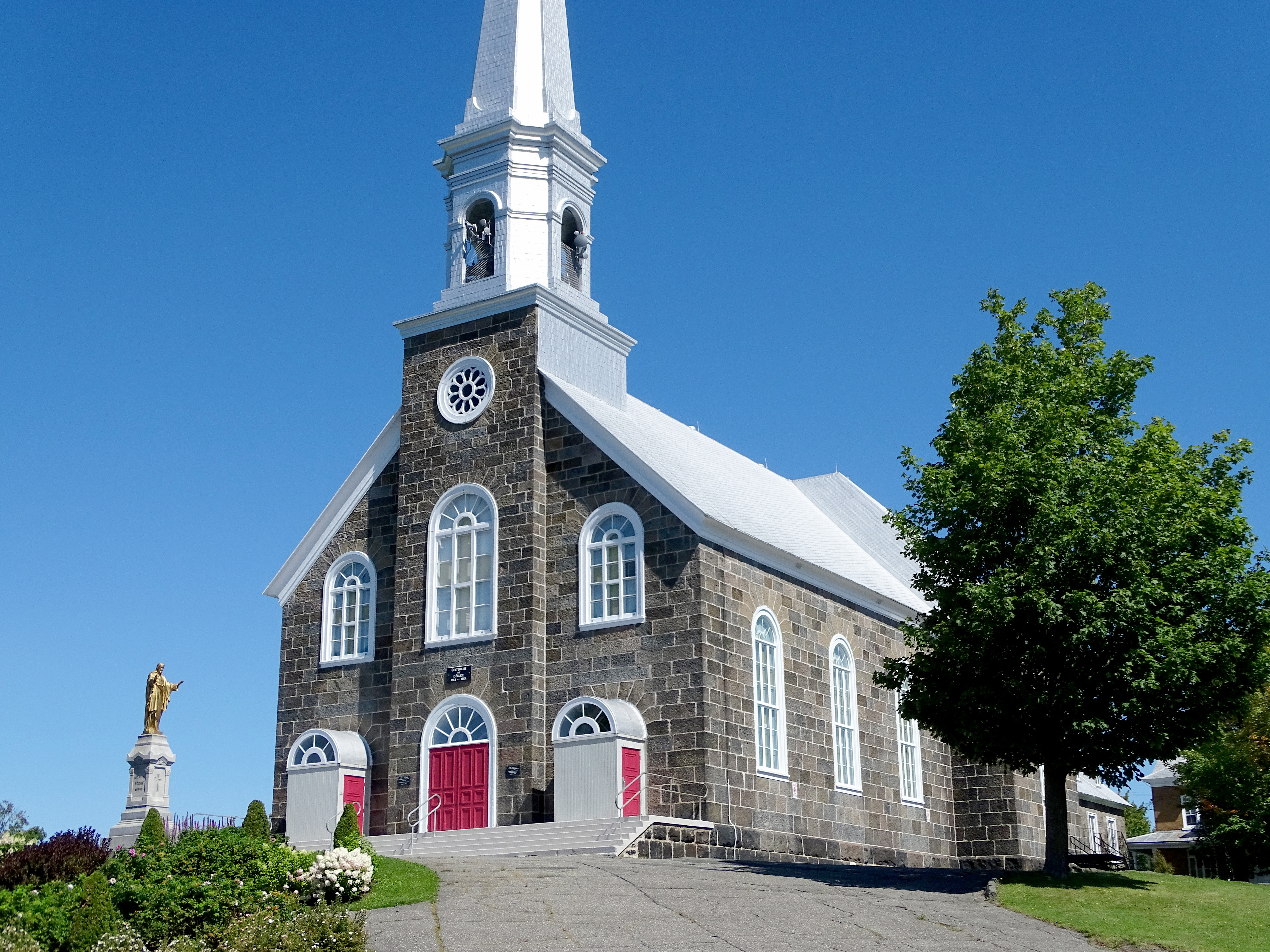
Église
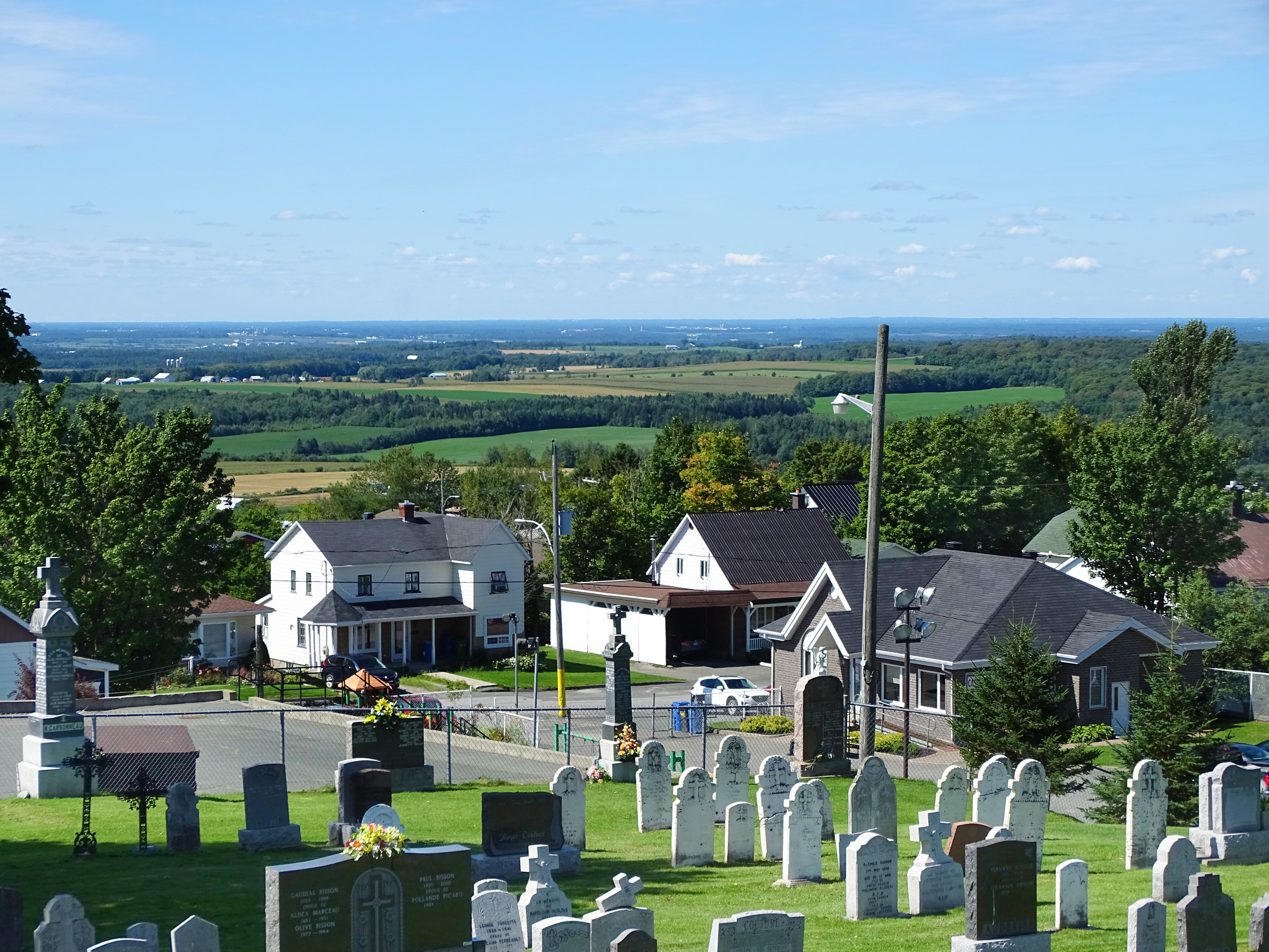
Cimetière
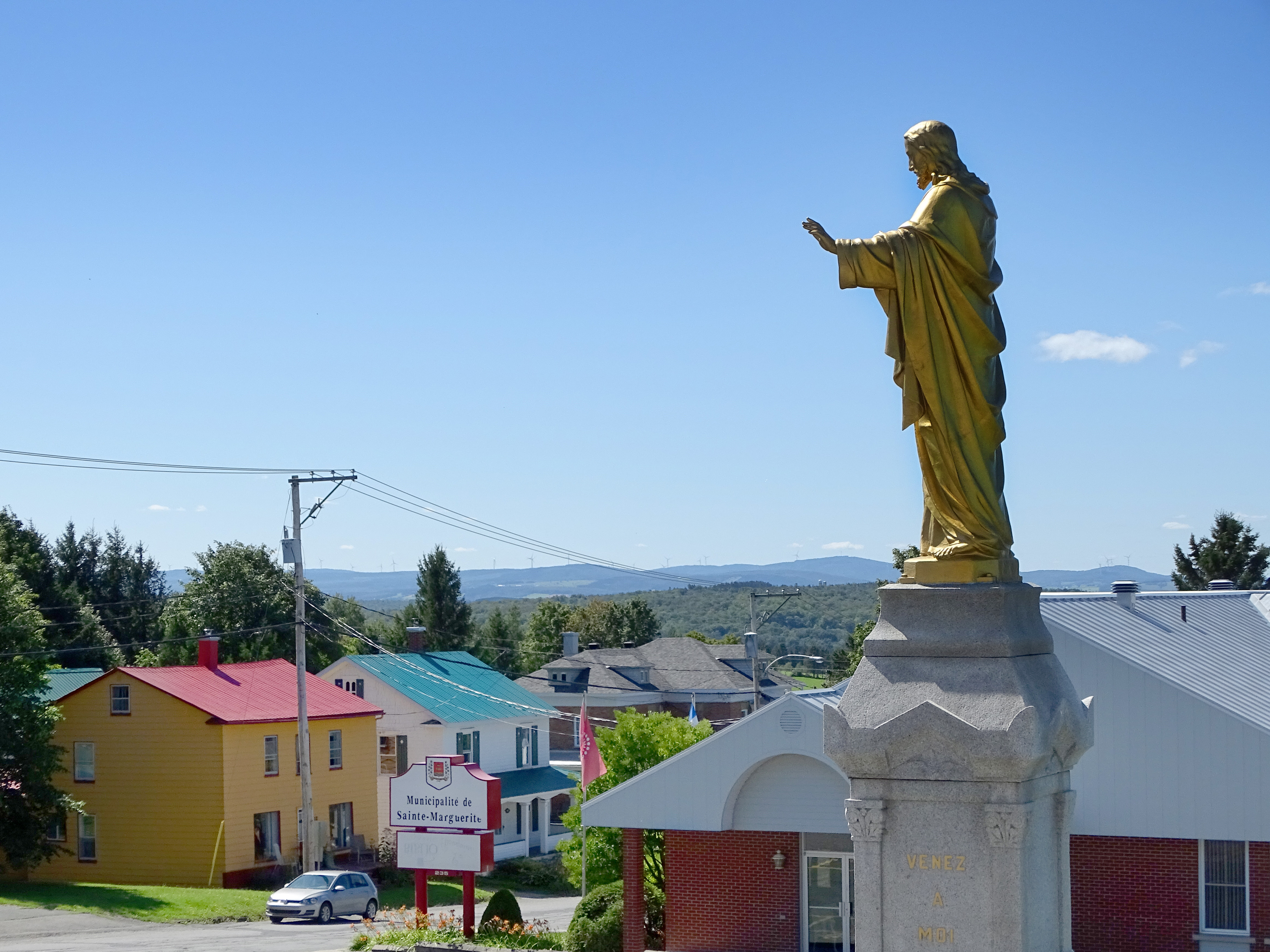
Statue de Jésus-Christ